# Polskie Siły Zbrojne w Wielkiej Brytanii

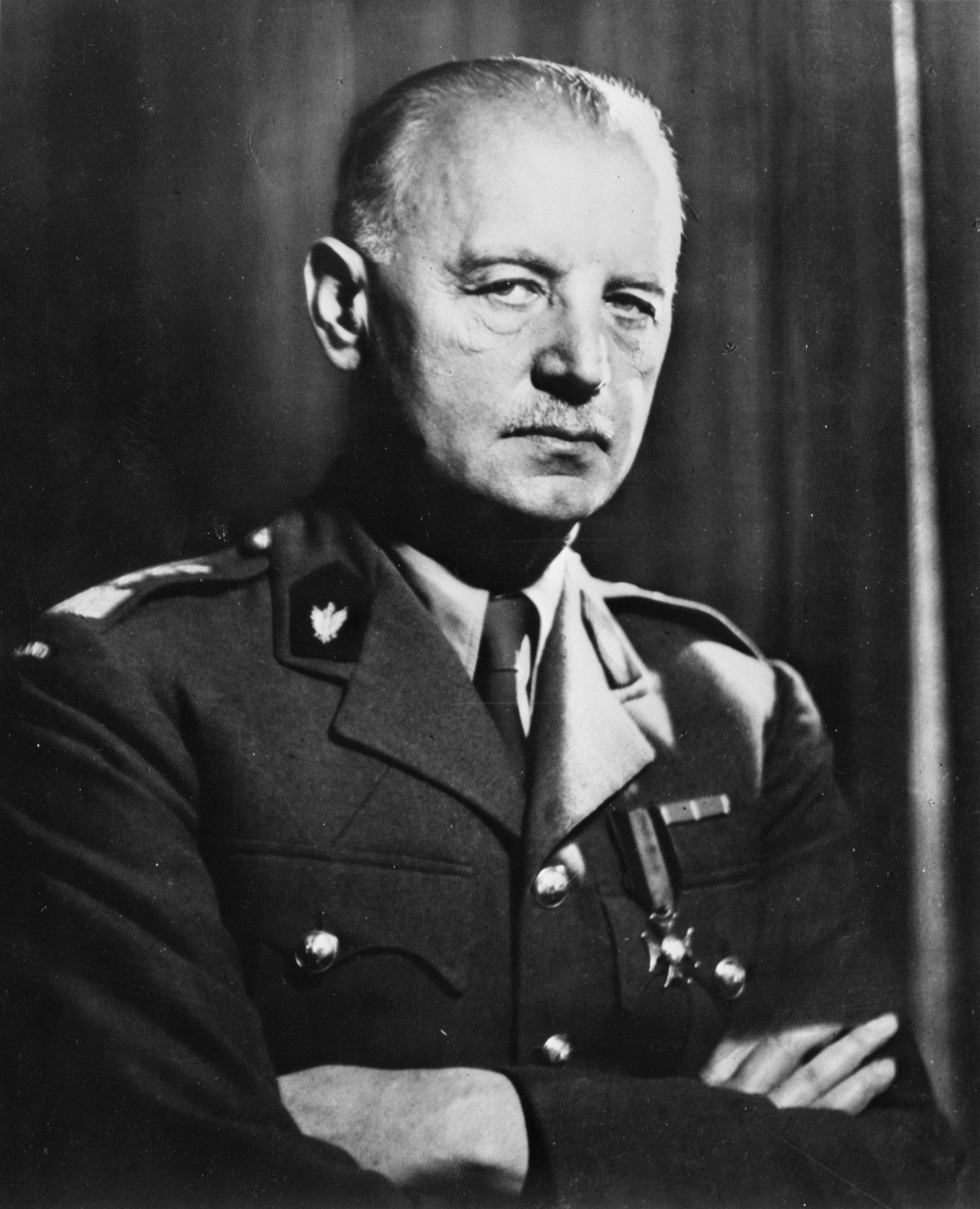
Władysław Sikorski – Naczelny Wódz Polskich Sił Zbrojnych

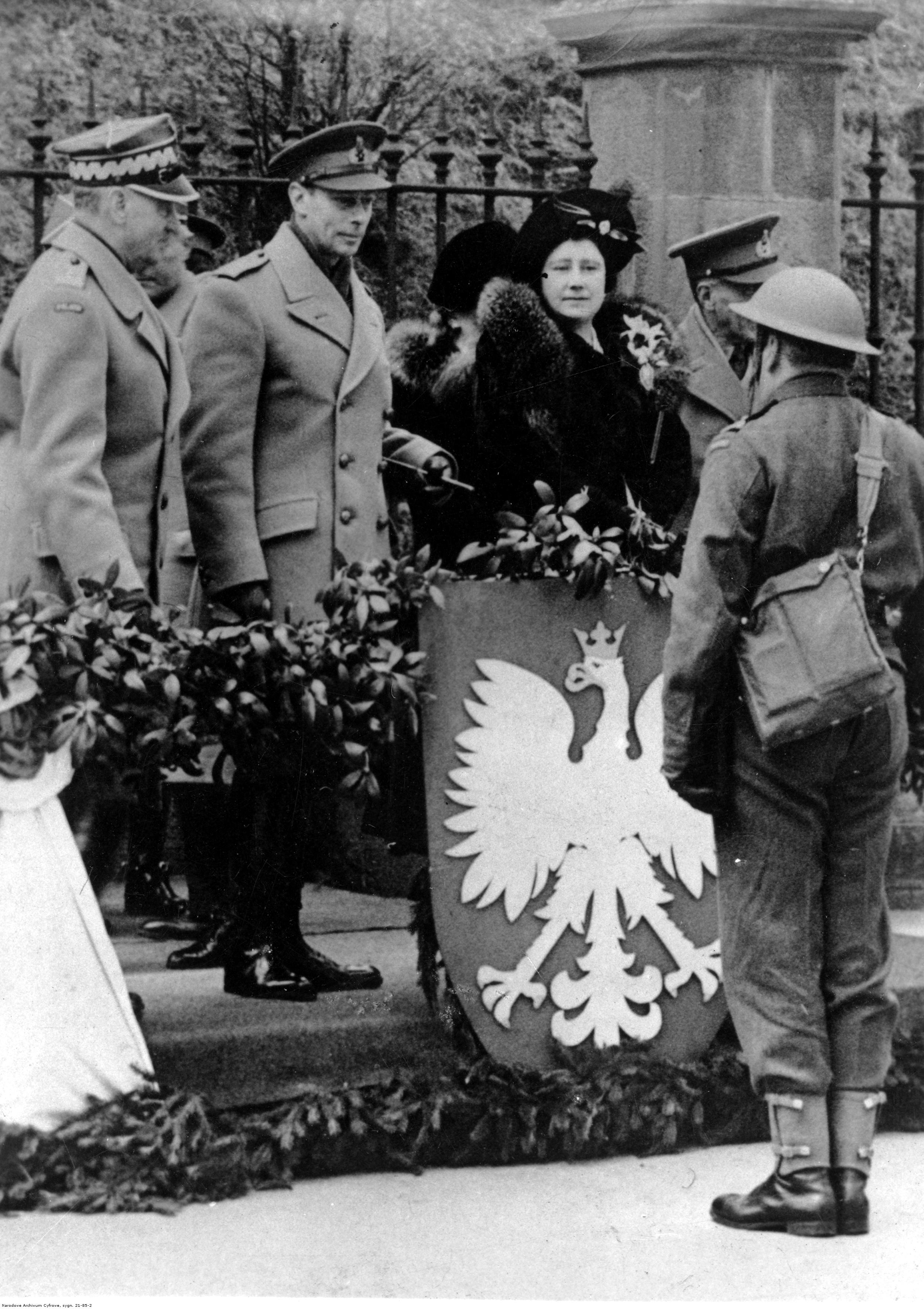
Król Wielkiej Brytanii Jerzy VI i królowa Elżbieta przyjmują defiladę 10 Brygady Kawalerii Pancernej. Na trybunie od lewej: premier RP i Naczelny Wódz, gen. Władysław Sikorski, król Wielkiej Brytanii Jerzy VI, królowa Elżbieta. Szkocja, marzec 1941

Polskie Siły Zbrojne w Wielkiej Brytanii – formacje wojskowe utworzone na terytorium Wielkiej Brytanii  na podstawie umów międzysojuszniczych.

## Źródła uzupełnień
Po klęsce Francji w lipcu 1940 na terenie Wielkiej Brytanii znalazło się 27614 polskich żołnierzy, w tym było 6429 żołnierzy lotnictwa i 1505 marynarzy.
Rozwój liczebny i organizacyjny PSZ, skupiających w czerwcu 1941 22500 żołnierzy i oficerów niemal całkowicie pozbawionych wówczas możliwości uzyskania uzupełnień, nastąpił po agresji Niemiec na ZSRR i zawarciu układu Sikorski-Majski.
W latach 1943–1945 podstawowym źródłem uzupełnień dla PSZ na zachodzie byli jeńcy wojenni oraz żołnierze narodowości polskiej, którym udało się zdezerterować z Wehrmachtu (89 600 spośród 250 087 osób narodowości polskiej wcielonych przymusowo do Wehrmachtu, jako zakwalifikowanych do III i IV kategorii niemieckiej listy narodowościowej), przekazani przez Anglosasów z obozów jenieckich. W niewielkim stopniu sytuację poprawiła mobilizacja Polonii francuskiej, natomiast nikłe rezultaty (kilkusetosobowe grupy ochotników zamiast spodziewanych dziesiątków tysięcy) przyniósł zaciąg do PSZ prowadzony wśród Polonii w USA, Kanadzie i Ameryce Południowej.

## Jednostki lądowe
Po klęsce Francji rząd polski i Naczelne Dowództwo WP przystąpiło do odbudowy Polskich Sił Zbrojnych na terenie Wielkiej Brytanii. Żołnierze kierowani byli do zaimprowizowanych obozów w Biggar, Douglas i Crawford w Szkocji.
13 lipca 1940 w Biggar utworzono 1 Brygadę Strzelców pod dowództwem gen. Gustawa Paszkiewicza, a w Douglas 2 Brygadę Strzelców pod dowództwem gen. Rudolfa Dreszera.
Jednocześnie grupowano żołnierzy broni pancernych pod dowództwem ppłk. Antoniego Korczyńskiego. Zgrupowanie przekształcono w 1 pułk czołgów.
W dalszej kolejności powstawały brygady kadrowe: 3 Brygada Kadrowa Strzelców pod dowództwem gen. Władysława Langnera, 4 Brygada Kadrowa Strzelców pod dowództwem płk. Stanisława Sosabowskiego i 5 Brygada Kadrowa Strzelców pod dowództwem płk. Józefa Gizy.
Z nadwyżek oficerów sformowano cztery dywizjony pociągów pancernych po trzy pociągi w każdym.
28 września 1940 dowództwo obozów i oddziałów przemianowano na dowództwo I Korpusu Polskiego. Skład korpusu miały stanowić: kwatera główna, dwie brygady strzelców i trzy brygady kadrowe strzelców, pułk czołgów, dywizjon rozpoznawczy, dywizjon artylerii ciężkiej, batalion saperów, Centralny Obóz Wyszkolenia w Crawford, dwa szpitale wojenne, trzy parki: intendentury, uzbrojenia i samochodowy, kompania łączności, oraz kolumna samochodowa i sanitarna.

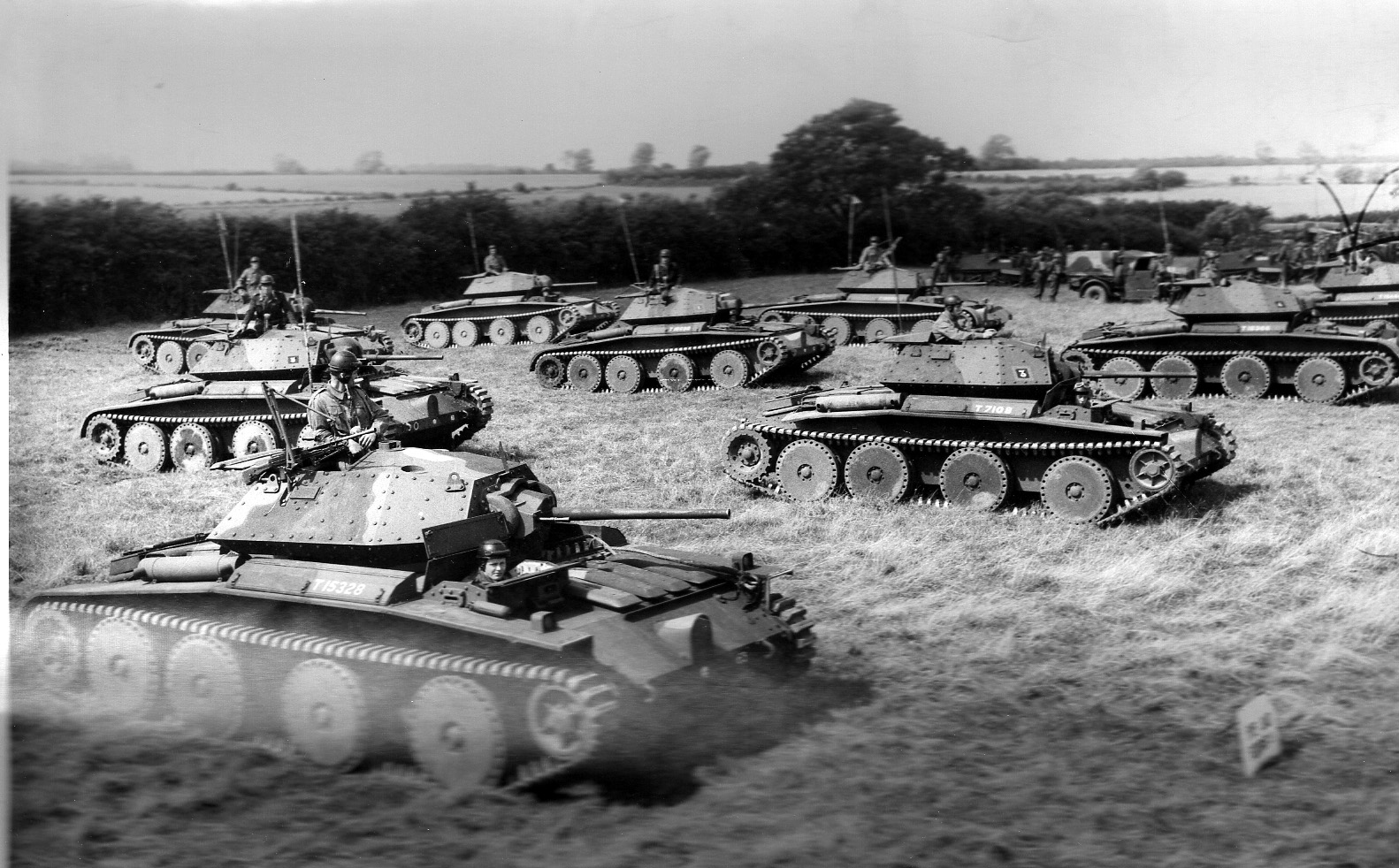
Polskie czołgi Mk V Covenanter na manewrach w Szkocji

25 lutego 1942 rozpoczęto organizowanie 1 Dywizji Pancernej pod dowództwem gen. Stanisława Maczka. Dywizja wraz z 1 Brygadą Strzelców i innymi jednostkami weszła w skład nowo sformowanego I Korpusu Pancerno-Motorowego.
W okresie późniejszym Naczelny Wódz wydzielił z korpusu brygadę szkolną, na bazie której 28 października 1942 utworzono Dowództwo Jednostek Terytorialnych.
Dowództwo miało odciążyć korpus od spraw administracyjno-gospodarczych i terytorialnych oraz zapewnić mu szybkie osiągnięcie gotowości bojowej.
10 marca 1943 nowym dowódcą korpusu został gen. Józef Zając, a 20 marca gen. Sikorski wydał kolejny rozkaz o reorganizacji korpusu. W jego skład wchodziły teraz: dowództwo, 1 Dywizja Pancerna, 1 Dywizja Grenadierów (kadrowa) 1 pułk artylerii ciężkiej, 11 kompania łączności, 1 kompania samochodów sanitarnych, szpital i inne jednostki.

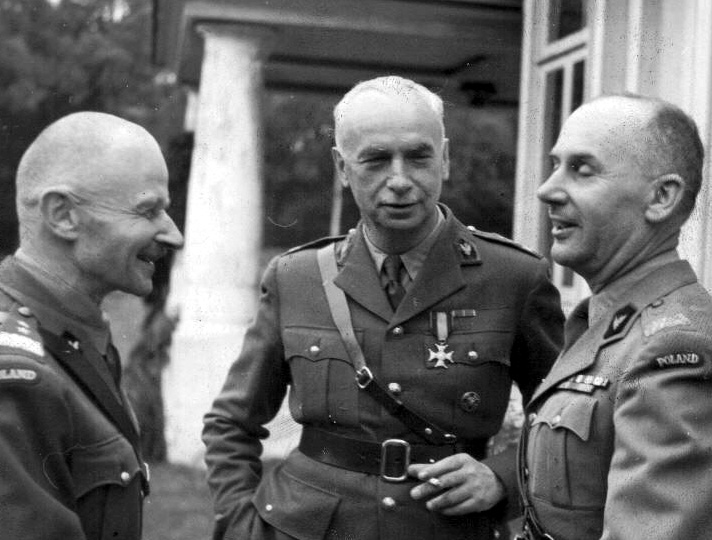
Po katastrofie gibraltarskiej naczelnym wodzem został gen. Kazimierz Sosnkowski, a szefem jego sztabu gen. Stanisław Kopański

Po katastrofie gibraltarskiej naczelnym wodzem został gen. Kazimierz Sosnkowski, a szefem jego sztabu gen. Stanisław Kopański.
13 sierpnia na dowódcę I Korpusu ponownie wyznaczono gen. Borutę-Spiechowicza, a 21 września dowódcą jednostek wojsk lądowych stacjonujących w Wielkiej Brytanii został gen. Janusz Głuchowski.
Gen. Sosnkowski, przy współudziale Brytyjczyków, kontynuował reorganizację wojska w Wielkiej Brytanii. W tym okresie 1 Dywizja Pancerna przeszła reorganizację, tak by odpowiadała ona strukturom brytyjskim. Z nadwyżek osobowych utworzona została 16 Brygada Pancerna. 15 listopada 1943 brygada została włączona w skład 2 Dywizji Grenadierów Pancernych.
W kwietniu 1944 2 Dywizja przekazała wszystkich zdolnych do służby liniowej szeregowych do 1 Dywizji Pancernej, która przygotowywała się do walk na kontynencie. Oficerowie i pozostałość szeregowych dywizji, do czasu nadejścia uzupełnień, zostali skierowani na kursy szkoleniowe.
Rozkazem szefa sztabu gen. Kopańskiego z 5 lutego 1945 przystąpiono do dalszej rozbudowy korpusu. Rozbudowano dowództwo, uzupełniono jednostki 1 Dywizji Pancernej, nadal formowano 4 Dywizję Piechoty i 16 Samodzielną Brygadę Pancerną, jednostki broni i służb oraz szereg mniejszych oddziałów. 13 marca 1945 4 Dywizja liczyła 613 oficerów i 14742 szeregowych. Stan etatowy 922 oficerów i 17721 szeregowych miała osiągnąć do 25 marca, a gotowość bojową w czerwcu. W czerwcu dywizja posiadała nadal niedobór zaledwie 18 oficerów, a ilość szeregowych przekroczyła stan etatowy o 3025 żołnierzy. W obliczu kapitulacji Niemiec ambitne zamierzenia rozwoju dywizji zostały jednak zaniechane.
16 Samodzielna Brygada Pancerna na stan etatowy 4417 ludzi posiadała 70 oficerów i 1317 żołnierzy.

## Polskie Siły Powietrzne

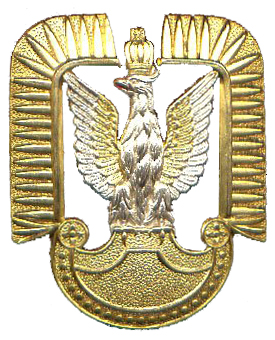
Orzełek PSP

Odtwarzanie Polskich Sił Powietrznych po klęsce wrześniowej rozpoczęło się we Francji w październiku 1939. Nadwyżki pilotów, mechaników i personelu technicznego kierowano do Wielkiej Brytanii.
Początkowo nie tworzyli oni zwartej polskiej jednostki. Dopiero w lipcu 1940 osiągnęły gotowość bojową 300 i 301 dywizjon bombowy. Załogi latały głównie na samolotach „Fairey Battle”, „Wellington” i „Lancaster”.

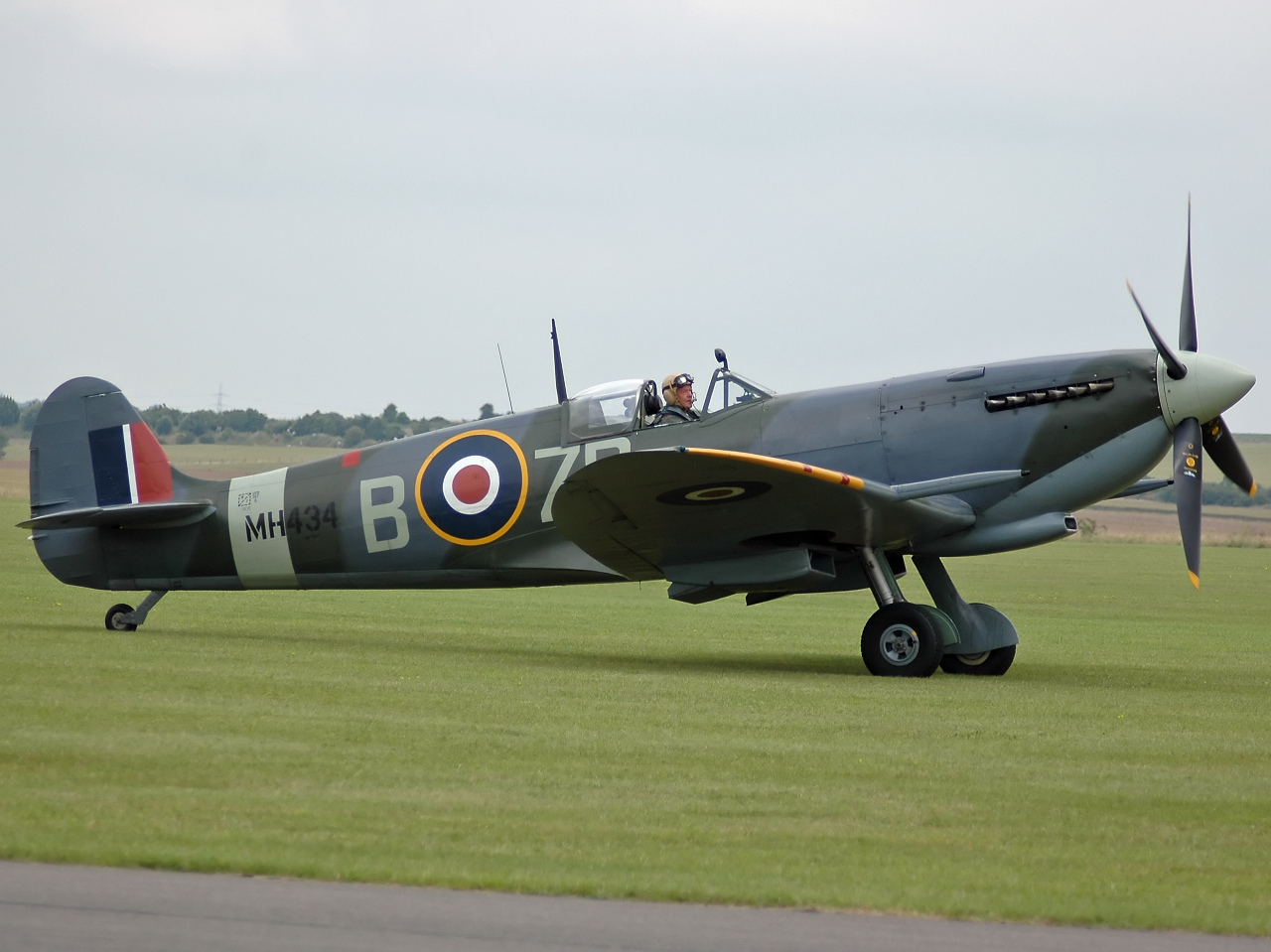
Spitfire – takimi samolotami latali piloci w 1943.

Sformowano też dwa pierwsze dywizjony myśliwskie. W Leconfield powstał 302 dywizjon „Poznański”, a na lotnisku Northolt 303 dywizjon „Warszawski” im. Tadeusza Kościuszki. Dywizjony wyposażone były początkowo w samoloty „Hurricane”, a później „Spitfire”, „Mustang”, „Defiant” i „Mosquito”.
W drugiej połowie sierpnia rozpoczęto formowanie dalszych dywizjonów: 304 dywizjonu bombowego „Ziemi Śląskiej”, 307 dywizjonu myśliwskiego nocnego „Lwowskiego”, 306 dywizjonu myśliwskiego „Toruńskiego”. We wrześniu powstał 305 dywizjon bombowy „Ziemi Wielkopolskiej” i 308 dywizjon myśliwski „Krakowski”.
Po zakończeniu Bitwy o Anglię utworzono dalsze dywizjony lotnicze: 309, 315, 316, 317 i 318.

### Działania lotnictwa
Od lipca do października 1940 polscy piloci, w liczbie 2226 lotników, w tym 243 oficerów, uczestniczyli w powietrznej obronie Wielkiej Brytanii.

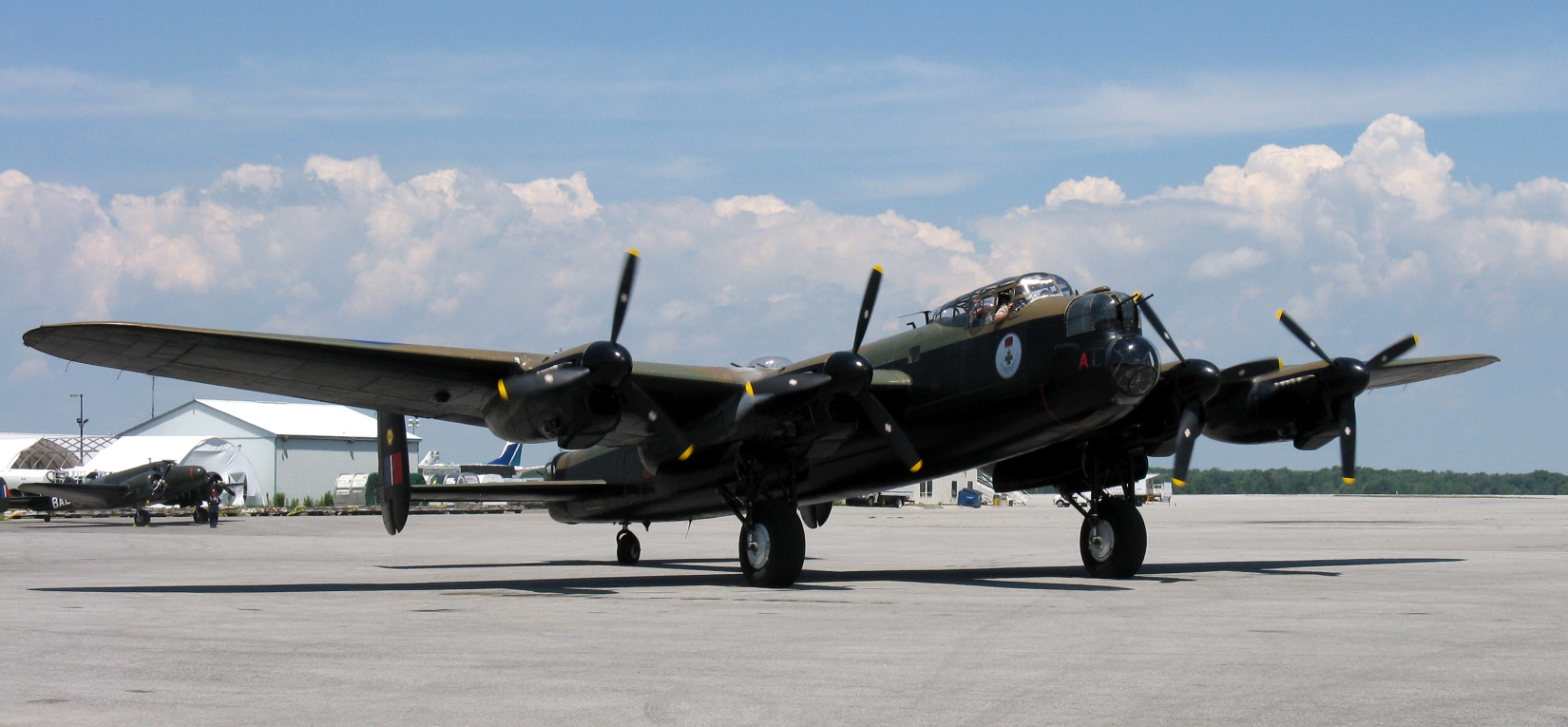
Avro Lancaster – samolot dywizjonów bombowych

Polscy piloci brali też udział w bombardowaniu Niemiec oraz niemieckich obiektów wojskowych w krajach okupowanych. Polskie dywizjony 300 i 301 dokonały 22 grudnia 1940 nalotu na rafinerię ropy naftowej w Antwerpii, a 1 stycznia 1941 zbombardowały miasto Bremę. Także 23 marca 1941 polskie jednostki lotnicze wzięły udział w nalotach bombowych na Berlin i kolejno na Mannheim, Kolonię oraz inne miasta niemieckie i porty francuskie: Brest i Hawr, gdzie marynarka niemiecka otworzyła bazy morskie. Od czerwca 1944 całe lotnictwo polskie w składzie RAF-u wspierało inwazję wojsk alianckich w Europie Zachodniej.
Polskie Siły Powietrzne podlegały operacyjnie Royal Air Force. Działały w trzech skrzydłach. Dysponowały także 663 dywizjonem współpracy z artylerią, jednostkami lotnictwa transportowego, parkami lotniczymi i innymi jednostkami. Na koniec wojny liczyły 14 807 ludzi.

## Marynarka wojenna

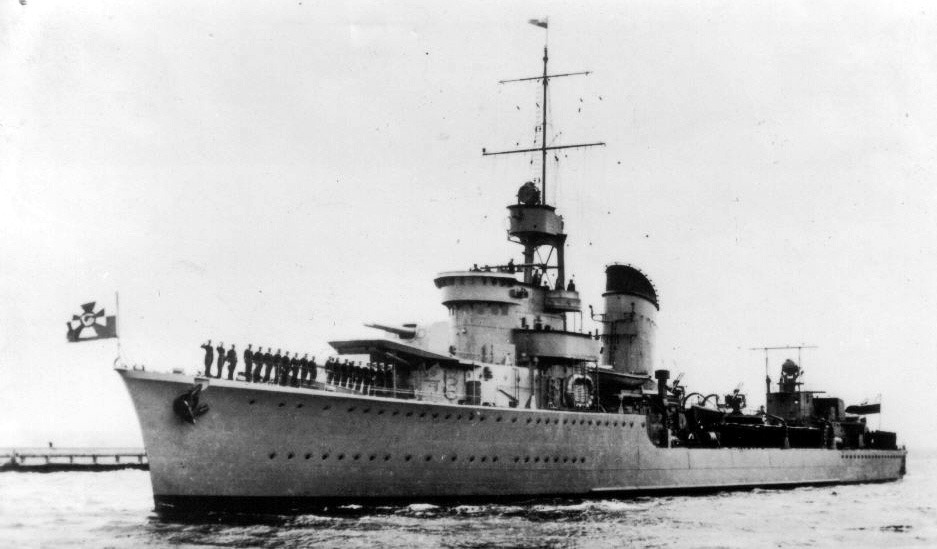
ORP Grom

Okręty polskiej marynarki wojennej, które znalazły się po wybuchu wojny na Zachodzie prowadziły walkę w oparciu o bazy brytyjskie. 1 września 1939 do szkockiego portu Rosyth przybył dywizjon niszczycieli pod dowództwem kmdr. Stankiewicza. W jego składzie znajdowały się: ORP "Grom", ORP "Błyskawica" i ORP "Burza".
Na Atlantyku znajdował się ORP "Wilia", a w Casablance okręt szkolny ORP "Iskra". 20 września dołączył ORP "Wilk", a 14 października ORP „Orzeł”.
18 listopada 1939 roku podpisano w Londynie polsko-brytyjską umowę, na mocy której Oddział Polskiej Marynarki Wojennej w Wielkiej Brytanii podporządkowano pod względem operacyjnym Admiralicji Brytyjskiej.
Baza polskich okrętów znajdowała się w Plymouth, a Kierownictwo Marynarki Wojennej, utworzone w październiku w Paryżu, zostało przeniesione do Londynu.

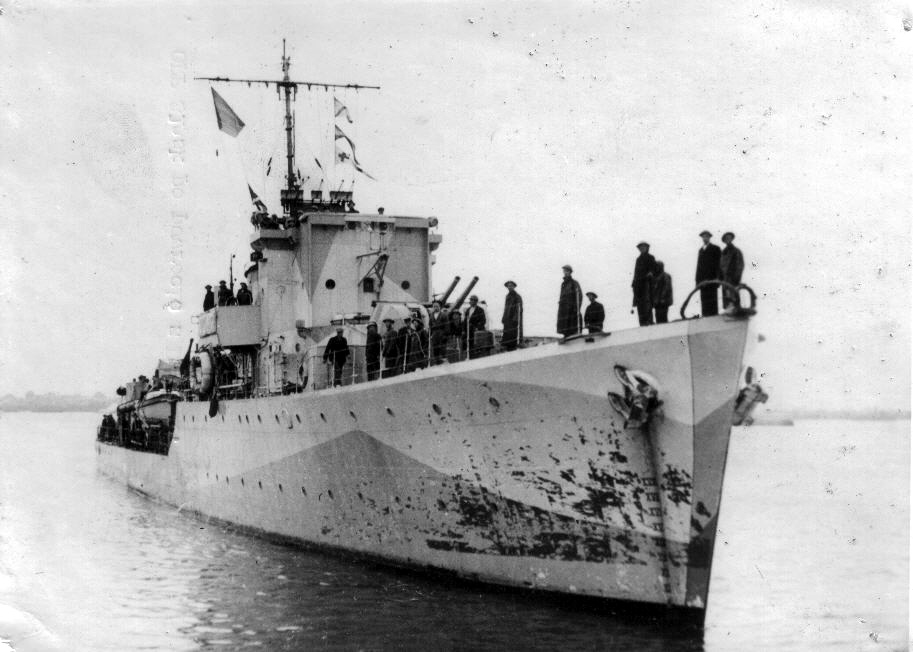
ORP "Ślązak"

W końcu 1940 polska marynarka wojenna pozyskała niszczyciel ORP "Piorun", a w maju 1941 kolejne dwa niszczyciele eskortowe: ORP "Krakowiak" i ORP "Kujawiak".
Pozyskiwano też okręty podwodne. Były to nowoczesny ORP "Sokół" i wyeksploatowany już ORP "Jastrząb". Ostatnim nabytkiem był ORP "Dzik".
Polskie załogi osadziły też krążowniki: ORP "Dragon" i ORP "Conrad", niszczyciele: ORP "Garland", ORP "Orkan" oraz niszczyciel eskortowy ORP "Ślązak".
Cały sprzęt MW, oprócz kilku należących przed wojną do Polski okrętów wojennych, podlegał zwrotowi po zakończeniu wojny.
W dniu zakończenia wojny polska marynarka wojenna dysponowała jednym krążownikiem, sześcioma niszczycielami, trzema okrętami podwodnymi i sześcioma ścigaczami. Uczestniczyła w 787 konwojach, w walkach o Atlantyk oraz operacjach na Morzu Śródziemnym.
Na jej stanie było 3880 marynarzy.

## Rozwiązanie Polskich Sił Zbrojnych – Polski Korpus Przysposobienia i Rozmieszczenia
W wyniku zakończenia wojny władze brytyjskie wydały zarządzenia wstrzymujące rekrutacje Polaków do PSZ. Mimo to jednostki polskie rozwijały się nadal.
5 lipca 1945 mocarstwa zachodnie uznały Rząd Tymczasowy powstały w Polsce. Uznano, że PSZ pozostaną czasowo pod dowództwem brytyjskim, zachowując dotychczasowy status. Władze brytyjskie miały nadal utrzymywać PSZ, zapewniając im zakwaterowanie, obsługę medyczną oraz niezbędne do życia środki. W ciągu najbliższego roku postanowiły jednak rozwiązać PSZ.
W tej sytuacji w rządzie Wielkiej Brytanii powstała koncepcja powołania specjalnej organizacji pod nazwą Korpus Przysposobienia i Rozmieszczenia. Miał on objąć wszystkich żołnierzy PSZ, przeprowadzić demobilizację i przygotować ich do pracy zawodowej. Przyjęto zasadę, że wstępować do niego będą mogły te osoby, które służyły w PSZ w okresie przed 1 czerwca 1945 roku.
Żołnierze Korpusu mieli prawo w dowolnym terminie wrócić do Polski, emigrować do innych krajów, zaciągnąć się do armii brytyjskiej lub podjąć pracę zawodową. Na miejsce zakwaterowania żołnierzy wyznaczono w większości wypadków byłe obozy wojskowe. Postanowiono również, że członkowie Korpusu będą nadal otrzymywać żołd. Można więc uznać, że zostały stworzone dobre warunki do i zawodu i stabilizacji życiowej.
Uzbrojenie, wyposażenie techniczne i zapasy broni były przekazywane do składnic brytyjskich. Wszyscy żołnierze odchodzący z jednostek otrzymywali odprawę finansową, pełne umundurowanie i wyposażenie osobiste, zaległe odznaczenia i awanse oraz dokumenty osobiste (w tym zaświadczenia o przebiegu dotychczasowej służby wojskowej). Prowadząc działalność organizacyjną, do końca 1946 rozlokowano około 120 tys. żołnierzy w 265 byłych obiektach wojskowych. Władze podejmowały różnego rodzaju działania mające na celu zapewnienie warunków sprzyjających utrzymaniu higieny, porządku i obsługi medycznej. Myślano również o zapewnieniu minimum potrzeb kulturalnych i sportowych. Sprawy szkolenia zawodowego członków korpusu leżały w gestii Ministerstwa Pracy. Wytypowało ono w tym celu nauczycieli i instruktorów. Utworzyło różne warsztaty, szkoły i kursy, gdzie żołnierze mogli zdobywać takie zawody, jak: kreślarz, ślusarz, drukarz, zegarmistrz, tkacz. Żołnierze z kategorią zdrowia „E” mieli możliwość zdobycia zawodu na specjalnych kursach szkolenia zawodowego inwalidów.
Poważny problem w działalności Korpusu stanowili oficerowie, szczególnie starsi wiekiem, którzy nie byli w stanie podjąć pracy fizycznej i nie mieli żadnego przygotowania zawodowego. Sprzyjało to powstawaniu uzasadnionych nastrojów przygnębienia i apatii.
Zasadniczą działalność Korpus zakończył w 1949 roku. Ostatni jego stan wynosił około 13 tys. żołnierzy PSZ, w tym około 6 tys. oficerów. W większości udali się oni do Stanów Zjednoczonych, Kanady, Australii i państw Ameryki Południowej. Na ogólną liczbę 249 tys. żołnierzy PSZ na Zachodzie, do Polski powróciło 105 tys. W ewidencji Polskiego Korpusu Przysposobienia i Rozmieszczenia znalazło się natomiast 120 tys. osób, a poza nim występowało 9 tys. osób.